# Uchizy
Uchizy é uma comuna francesa na região administrativa de Borgonha-Franco-Condado, no departamento Saône-et-Loire. Estende-se por uma área de 12,46 km². Em 2010 a comuna tinha 848 habitantes (densidade: 68,1 hab./km²).